# 佩里 (密歇根州)
佩里（英語：Perry）是一个美國城市，位於密歇根州夏厄沃西縣 。根據2010年的人口普查，該城市的人口為2,188人。

## 地理
根据美国人口普查局，该城市的总面积為3.18平方英里（8.24平方），其中包括2.92平方英里（7.56平方）陸地和 0.26平方英里（0.67平方）水域。